# Ꜳ́
Pour les articles homonymes, voir AA.
Cette page contient des caractères spéciaux ou non latins. S’ils s’affichent mal (▯, ?, etc.), consultez la page d’aide Unicode.
Ꜳ́ (minuscule ꜳ́) est une voyelle et un graphème utilisé en vieux norrois au Moyen Âge. C’est une ligature appelée « double a accent aigu », « a dans l’a accent aigu », « a a liés accent aigu », « a a collés accent aigu » ou « aa accent aigu ».

## Représentations informatiques
L’a dans l’a accent aigu peut être représenté avec les caractères Unicode suivants :
| Forme     | Représentation | Chaîne de caractères | Point de code | Description                                        |
| --------- | -------------- | -------------------- | ------------- | -------------------------------------------------- |
| capitale  | Ꜳ́              | Ꜳ◌́                   | U+A733 U+0301 | lettre majuscule latine aa diacritique accent aigu |
| minuscule | ꜳ́              | ꜳ◌́                   | U+A732 U+0301 | lettre minuscule latine aa diacritique accent aigu |